# Dud negru
Dudul negru  (Morus nigra - L.) este o specie de dud (familia Moraceae).
Este nativ din sud-vestul Asiei, unde a fost cultivat de așa de mult timp încât extinderea sa naturală precisă este necunoscută.  Este cunoscut pentru numărul mare de cromozomi, având 154 perechi (308 cromozomi individuali).

## Descrierea speciei
Dudul negru este un arbore care poate crește până la o vârstă de 100-300 ani. În primii 10-20 de ani crește foarte rapid și coroana lui devine voluminoasă. În ultimii ani arborele crește lent și poate ajunge până la 20-30 m. Rădăcinile sunt ramificate și rămuroase. Tulpina se ramifică în crengi mai groase, relativ verzi. Frunzele au formă de inimă (cordiforme) și cu nervația reticulată. Florile sunt unisexuate. Arborele este monoic. Formula  florală este ♂ * P4 A4 G0 ♀ * P4 A0 G(2). Fructele sunt de culoare roșie sau violet închis. Ele sunt polidrupe (ca la zmeură). Semințele sunt din clasa dicotiledonate. 